# Военный мемориал Британской медицинской ассоциации
Военный мемориал Британской медицинской ассоциации — комплекс из двух сооружений в память погибших медиков Британской империи и стран Британского содружества наций, установленный в парадном дворе (курдонёре) здания Британской медицинской ассоциации, профессионального союза британских медиков, у площади Тависток-сквер в историческом районе Блумсбери лондонского района Камден:
- комплекс из решетки и ажурных ворот с эмблемой медицины и надписью с посвящением памяти погибших на фронтах Первой мировой войны британских медицинских работников,

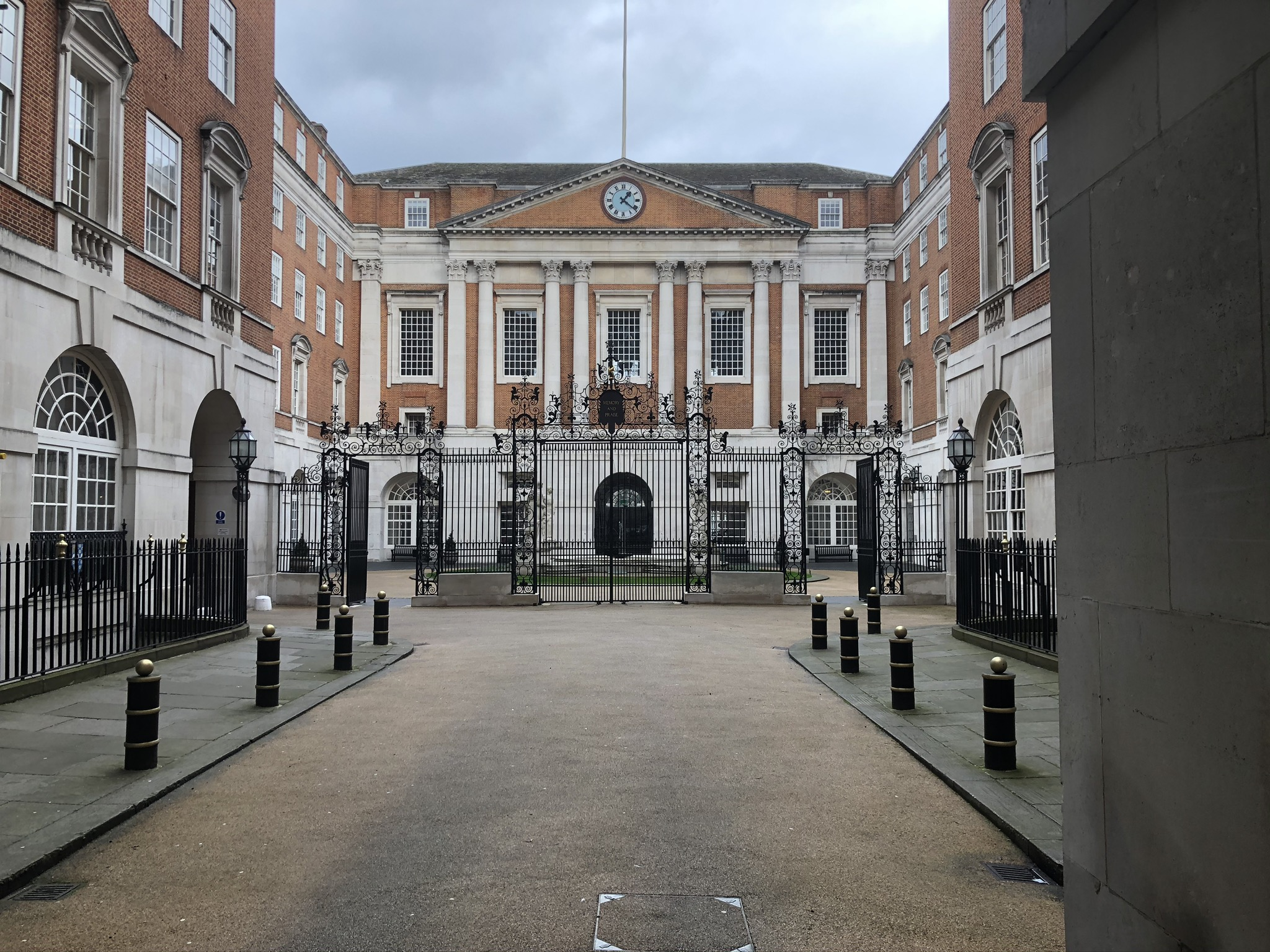
Мемориальная решетка и ворота в память британских медиков — жертв Первой мировой войны

- скульптурная композиция с фонтаном в память их коллег, павших на Второй мировой войне.